# 데이지즈
《데이지즈》(체코어: Sedmikrásky, 영어: Daisies)는 1966년 개봉한 체코슬로바키아의 코미디 드라마 영화이다. 베라 치틸로바가 감독과 공동각본을 맡았으며, 체코 뉴 웨이브 대표작 중 하나이다.

## 출연

### 주연
- 이트카 세르호바
- 이바나 카르바노바

### 조연
- 마리에 세스코바
- 줄리어스 앨버트
- 얀 클루삭